# Trận Mactan
Trận chiến Mactan (Tiếng Filipino: Labanan sa Mactan; Tiếng Cebu: Gubat sa Mactan; Tiếng Tây Ban Nha: Batalla de Mactán) là một trận giao tranh diễn ra vào ngày 27 tháng 4 năm 1521 giữa những thổ dân bản địa ở đảo Mactan thuộc đảo Cebu do chiến binh Lapu-Lapu làm thủ lĩnh giao tranh với đoàn thủy thủ thám hiểm của Tây Ban Nha do Ferdinand Magellan làm trưởng đoàn kiêm chỉ huy trận chiến. Trận chiến đã kết thúc với thắng lợi thuộc về người dân bản địa. Trong cuộc đụng độ này, bản thân Ferdinand Magellan đã bị giết chết trong trận chiến này do khi đang chiến đấu ông bị trúng một mũi giáo tre và sau đó bị tấn công tới tấp từ nhiều loại vũ khí thô sơ khác, tuy nhiên, đoàn thủ thủ Tây Ban Nha tuy mất chỉ huy tại trận đánh nhưng đã kịp rút chạy và sống sót trở về, kết thúc chuyến hành trình đã đề ra. Các chiến binh của Datu Lapulapu đã tìm thấy thi thể của Magellan. Humabon yêu cầu trao đổi thi thể của Magellan và một số thủy thủ đoàn đã chết của Magellan, để đổi lấy nhiều hàng hóa như các chiến binh mong muốn, nhưng đã bị từ chối. Một số binh lính sống sót sau trận chiến và trở về Cebu đã bị đầu độc tại một bữa tiệc do Humabon tổ chức. Magellan được Juan Sebastián Elcano kế nhiệm làm chỉ huy của đoàn thám hiểm. Sau khi Humabon phản bội, ông đã ra lệnh khởi hành ngay lập tức. Elcano và hạm đội của ông đã đi về phía tây. Họ đến Tây Ban Nha vào năm 1522, hoàn thành chuyến đi vòng quanh thế giới đầu tiên.